# 1780 en arts plastiques
| Années des arts plastiques : 1777 - 1778 - 1779 - 1780 - 1781 - 1782 - 1783    |
| Décennies des arts plastiques : 1750 - 1760 - 1770 - 1780 - 1790 - 1800 - 1810 |

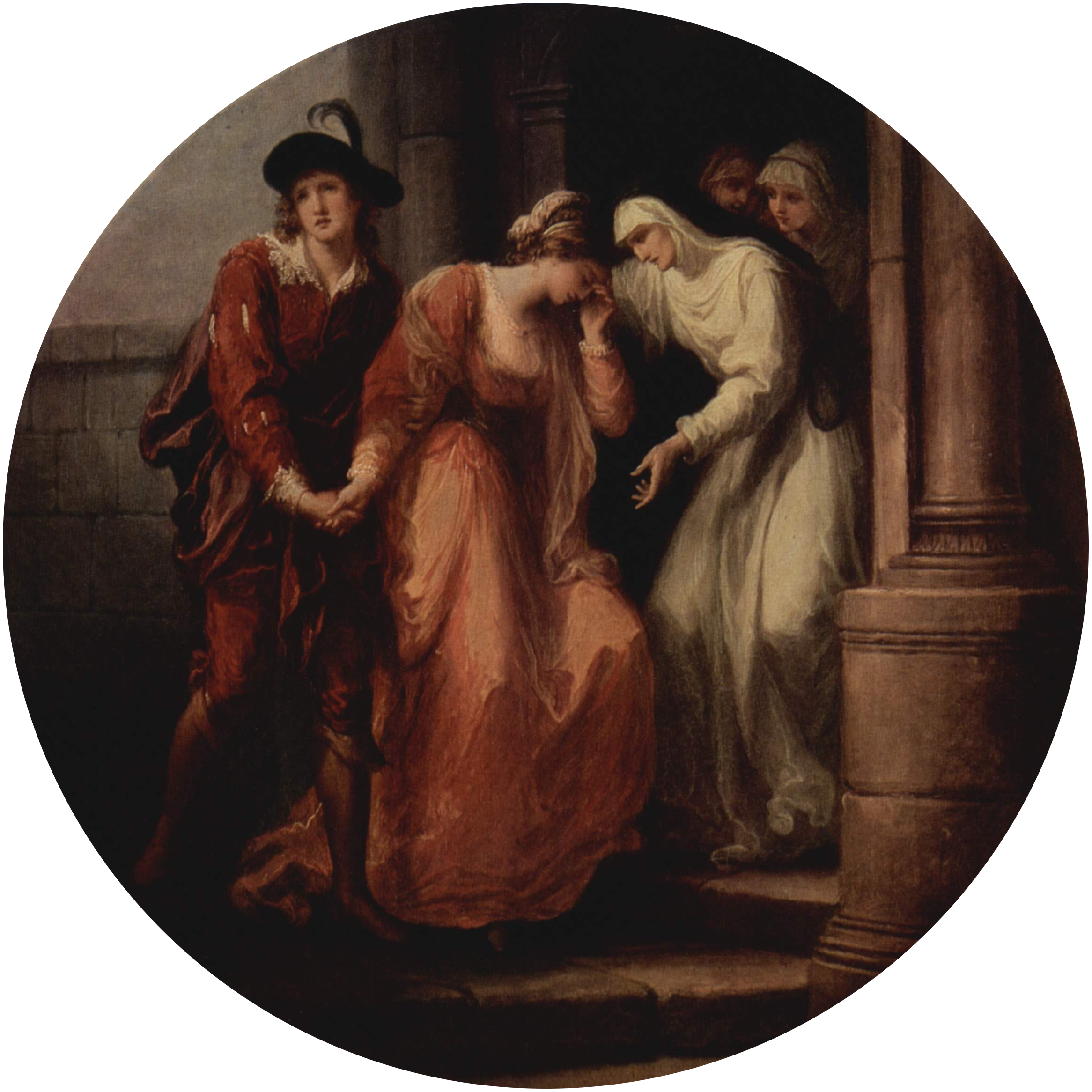
La Séparation d'Abélard et d'Héloïse, toile d'Angelica Kauffmann.

Cette page concerne l'année 1780 en arts plastiques.

## Œuvres
- 1777-1780 : Quatrième série des Cartons pour tapisserie de Francisco de Goya :
  - L'Aveugle à la guitare
  - La Balançoire
  - Les Lavandières
  - La Novillada
  - El Resguardo de tabacos
  - Le Garçon à l'oiseau
  - L'Enfant de l'arbre
  - Les Bûcherons
  - El Majo de la guitarra
  - Le Rendez-vous
  - Le Médecin
  - El Balancín
  - El Perro (perdu)
  - La Fuente (perdu)

- Christ crucifié, huile sur toile de Goya

- Vers 1780 : La Sainte Famille, huile sur toile de Goya

## Naissances
- 18 janvier : Giuseppe Patania, peintre italien († 23 février 1852),
- 9 février, Pierre-Jérôme Lordon, peintre français († 27 juillet 1838),
- 15 février, Alfred Edward Chalon, peintre suisse († 3 octobre 1860),
- 18 février : Alexeï Venetsianov, peintre de scènes de genre russe († 16 décembre 1847),
- 16 avril : Erik Wilhelm le Moine, peintre suédo-finlandais († 6 mai 1859),
- 9 mai : Julie Philipault, peintre française († 23 novembre 1834)
- 25 août : Louis Étienne Watelet, peintre paysagiste français († 21 juin 1866),
- 29 août : Jean Auguste Dominique Ingres, peintre français († 14 janvier 1867),
- 13 septembre : Lucile Messageot, peintre française († 23 mai 1803).

## Décès
- 14 février : Gabriel de Saint-Aubin, peintre, dessinateur et aquafortiste français (° 14 avril 1724),
- 21 février : Francesco Foschi, peintre italien (° 21 avril 1710),
- 11 mars : Philibert-Benoît de La Rue, dessinateur, graveur et peintre de batailles français (° 1718),
- 13 avril : Louis-Antoine Sixe, peintre français (° 3 janvier 1704),
- 10 mai : Étienne Théolon, peintre français (° 1739).
- 4 novembre : Jacobus Houbraken, graveur néerlandais (° 25 décembre 1698),
- ? :
  - Giovanni Battista Cantalupi, peintre italien (° 1732),
  - Luis Meléndez, peintre espagnol (° 1716).